# Susan Eisenberg
Susan Eisenberg, född 21 augusti 1964, är en amerikansk röstskådespelare som är känd för att varit rösten till Wonder Woman. Hon har också varit röster i andra serier och spel.